# Успеновка (Петровский район)
Успе́новка — село в Петровском районе Тамбовской области России. Административный центр Успеновского сельсовета.

## География
Село находится на берегу реки Горитовка (приток реки Воронеж), на расстоянии 13 км к северо-западу от села Петровское, административного центра района, и 82 км к юго-западу от города Тамбов, административного центра области.

### Часовой пояс
Село Успеновка, как и вся Тамбовская область, находится в часовой зоне МСК (московское время). Смещение применяемого времени относительно UTC составляет +3:00.

## Население
| 2002 | 2010 |
| ---- | ---- |
| 347  | ↘241 |

### Национальный состав
Согласно результатам переписи 2002 года, в национальной структуре населения русские составляли 92 % из 347 чел.